# حسين علي ميرزا
حسين علي ميرزا (بالفارسية: حسین‌علی میرزا) (26 أغسطس 1789 – 16 يناير 1835) هو أمير من السلالة القاجارية وحاكم فارس، ومطالب بالعرش بعد وفاة والده فتح علي شاه.